# 堂高しげる
堂高 しげる（どうたか しげる）は、日本の漫画家。大阪府出身。男性。既婚。追手門学院大学卒。漫画研究会シリウスに所属していた。
主に講談社の漫画雑誌でギャグ漫画を連載する。デビューの際、編集者から女性が描けるので女性を描けと言われ、『iドーモ!』が開始される。同作品のラストに妹3人組を登場させ『妹選手権!!』へと移行する。

## 作品

### 漫画
- iドーモ!（『ヤングマガジンアッパーズ』2000年 - 2001年）
- 全日本妹選手権!!（『ヤングマガジンアッパーズ』2001年 - 2004年）
- もえちり!（『月刊少年シリウス』2005年7月号 - 2006年12月号）
- 東京ヘロヘロ紀行（『マガジンGREAT』→『マガジンイーノ』）
- 同人はっけん伝（『チャンピオンRED いちご』2007年VOL.6 - 2009年VOL.17）
- 親はオタでも子は育つ!（『漫画街』2012年12月7日 - 2014年7月18日）

### 単行本
- 『全日本ミス・コンビニ選手権』、講談社〈アッパーズKC〉 2001年、短編集
- 『全日本妹選手権!!』、講談社〈アッパーズKC〉 2001年 - 2004年、全7巻
- 『もえちり!』、講談社〈シリウスKC〉 2006年、全2巻
- 『同人はっけん伝』、秋田書店〈チャンピオンREDコミックス〉 2010年、全1巻
- 『親はオタでも子は育つ!』、銀杏社 2013年、1巻